# لغة أوسكانية
الأوسكانية وفقاً لمعايير معهد الصيف للغويات تشمل تعريفين اثنين. حيث أن المجموعة الأوسكانية عضو من المجموعة الأوسكو-أومبرية حيث توسعت الأوسكانية بحد ذاتها لتصبح مجموعة من لهجات أو لغات. اللغة الأوسكانية أيضاً عضو في المجموعة الأوسكانية وهي لغة جنوب إيطاليا في ظل الجمهورية الرومانية.